# Костел Непорочного Зачаття Пресвятої Діви Марії та монастир бернардинів (Дубно)
Костел бернардинів (нині Миколаївська церква ПЦУ) — храм у місті Дубному, заснований князем Янушем Острозьким. Будівництво костелу і монастиря (кляштору), які становили єдиний об'єкт, було розпочато 1617 року, закінчене 1629 року — при князеві Владиславові Заславському.

## Відомості

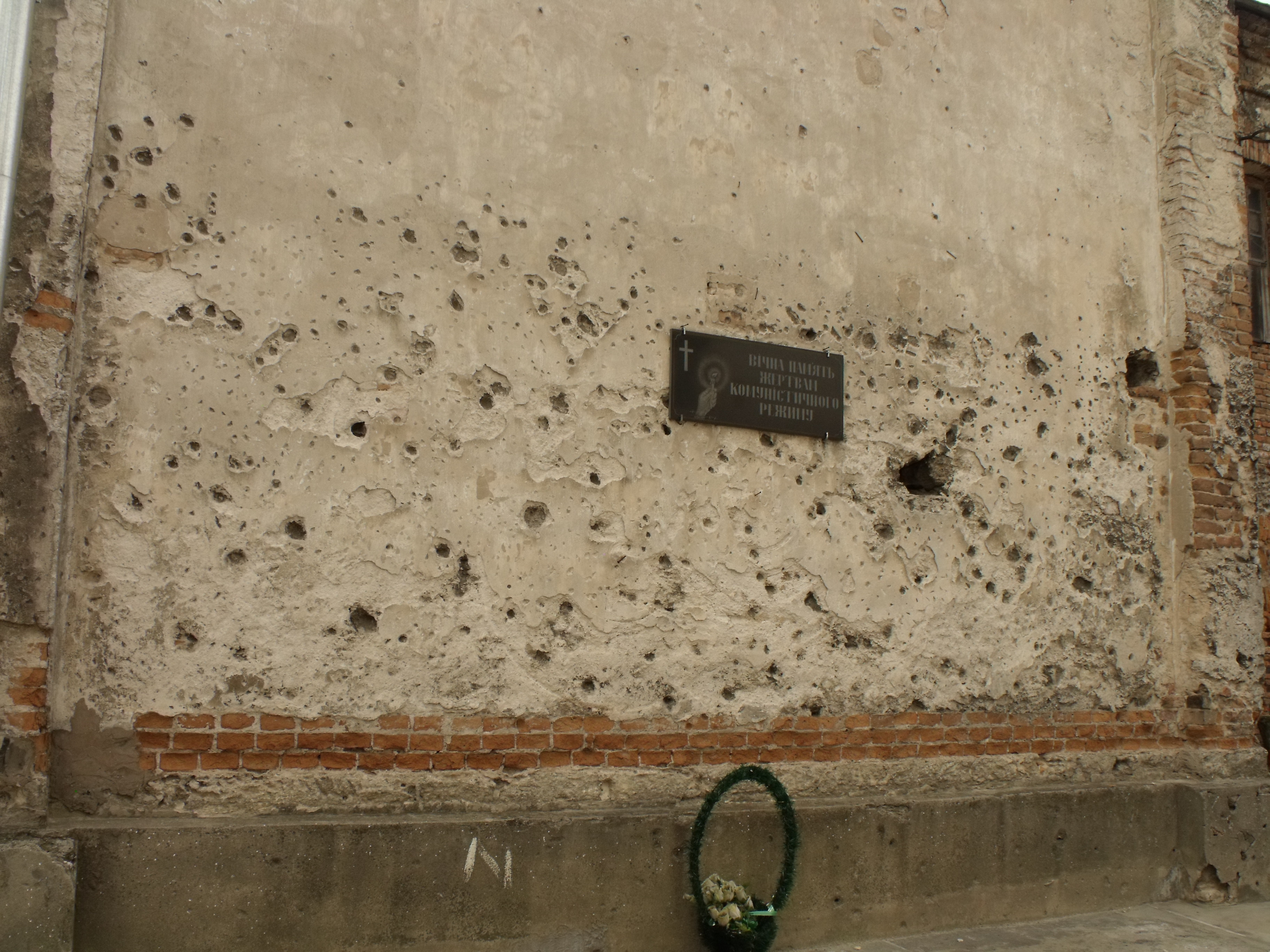
Стіна зі слідами від куль. Місце НКВСівських розстрілів

При зведенні муру довкола монастиря утворилось 2 двори. Монастир бернардинів проіснував понад 200 років, до 1852 року. Невдовзі тут вже був православний Свято-Миколаївський собор. Роботи по реставрації фасадів та інтер'єрів почались 1869 року, завершились 1875 року. Дах костелу, колись критий черепицею, а пізніше ґонтами, покрили бляхою, добудували одну муровану та п'ять дерев'яних бань, стінний розпис в католицькому дусі перероблено на православний, латинські написи замінили слов'янськими, чотирьох римських пап перемалювали на чотирьох євангелістів. В 1909 році тут заснували жіночий православний монастир, який проіснував до 1920 року, коли будівлі знову були передані римо-католицькій єпархії. 1931 року тут розташувалась папська місія та духовна семінарія.